# Juniperus communis
El enebro común (Juniperus communis) es una especie de planta leñosa de la familia Cupressaceae. Tiene una amplia distribución: se extiende desde las frías regiones del hemisferio norte hasta las zonas montañosas a 30° de latitud N en Norteamérica, Europa y Asia. También puede verse escrito jinebro. Además, produce gálbulos conocidos como enebrinas de aspecto redondo y con un color azul, que varía desde muy intenso (negro) hasta un azul marino oscuro (azul noche). Los gálbulos crecen en racimo y no son bayas o frutos. Tampoco deben ser confundidos con los arándanos puesto que se trata de vegetales radicalmente distintos. 

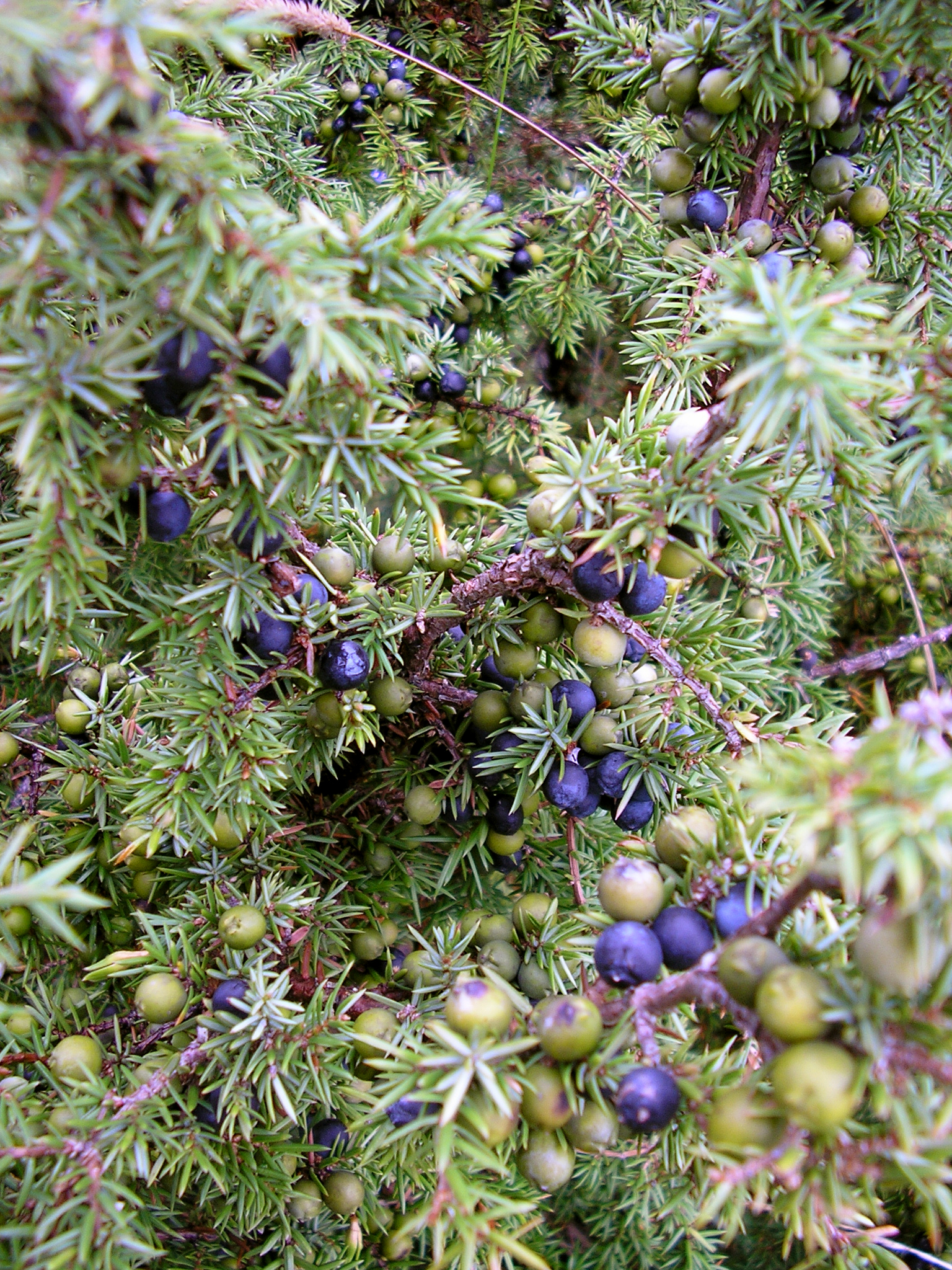
Como los conos necesitan más de un año para convertirse en maduros, ambos conos, maduros e inmaduros, se pueden ver juntos, como en este árbol en Saaremaa, Estonia

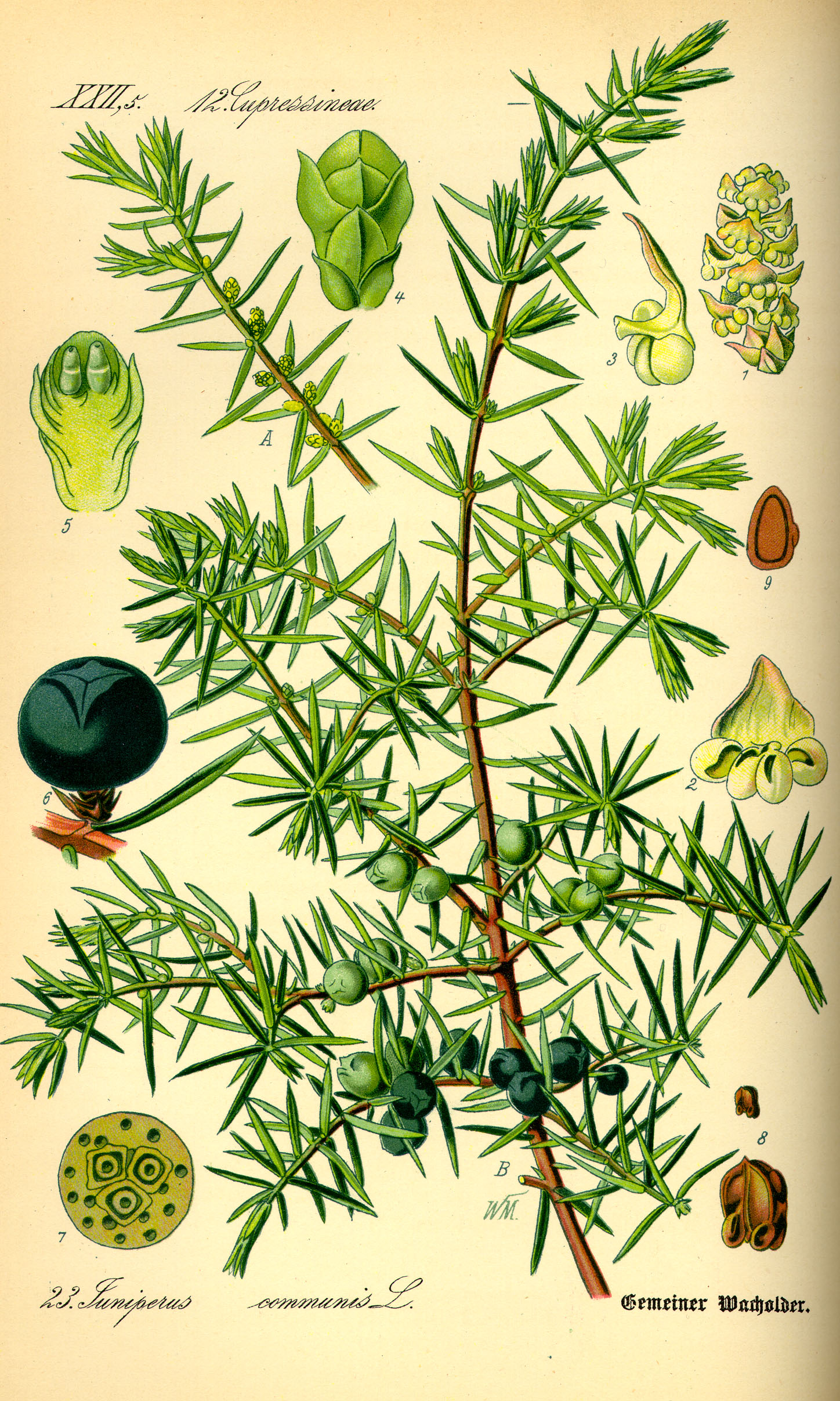
Ilustración de las hojas y frutos.

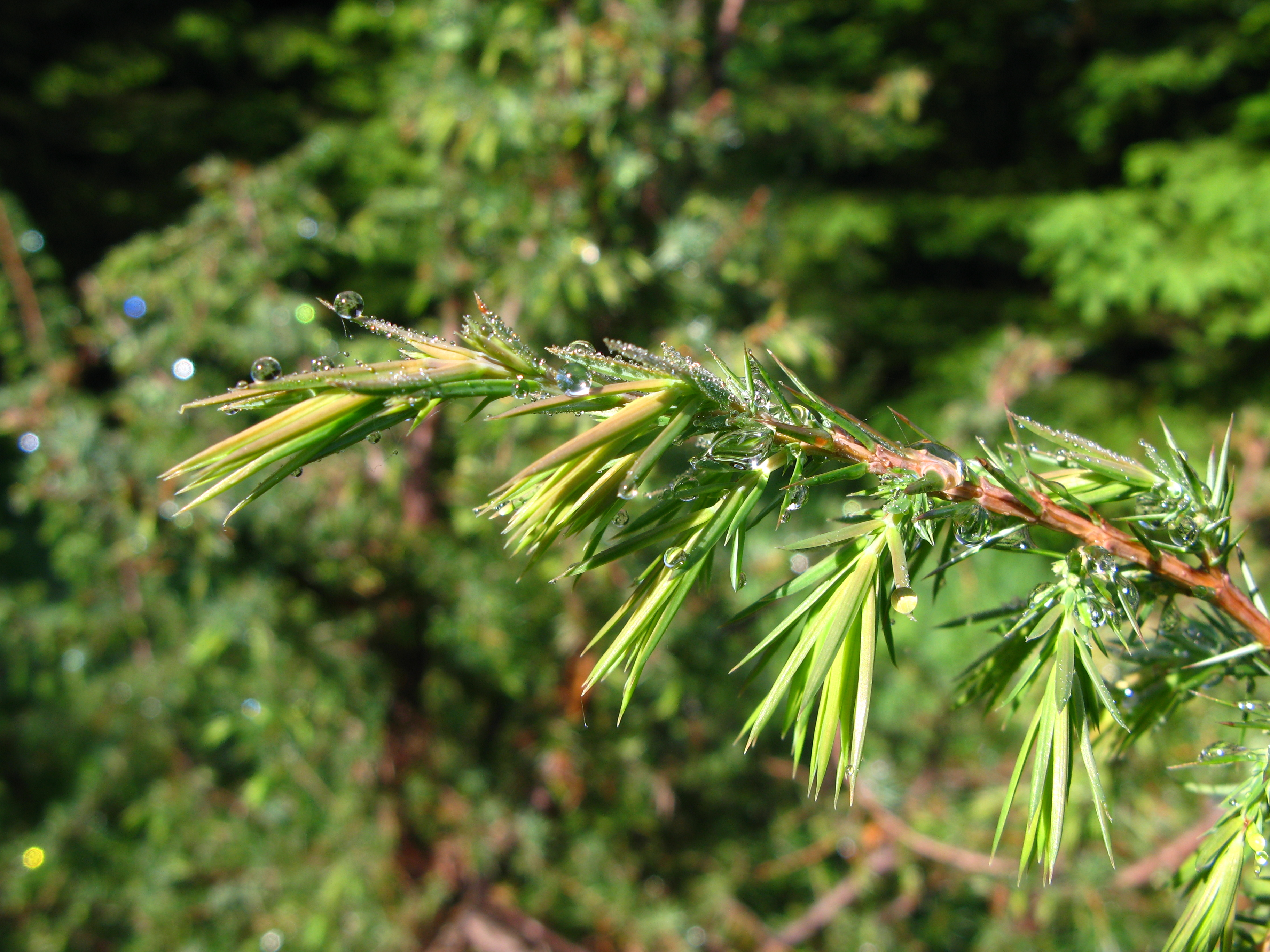
Joven mata, Malá Fatra

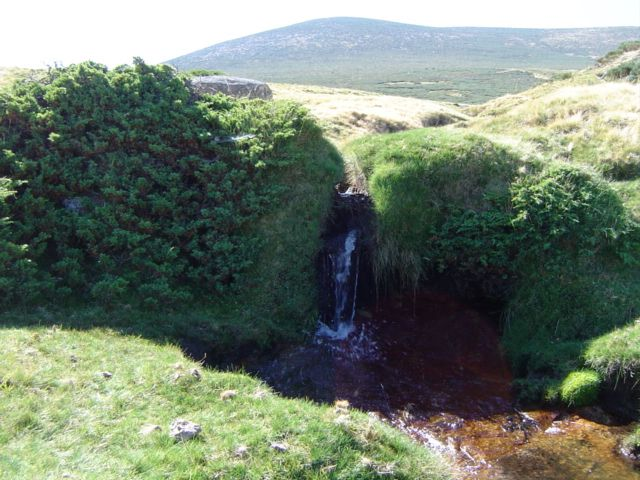
Enebro rastrero en La Serrota (Ávila, España)

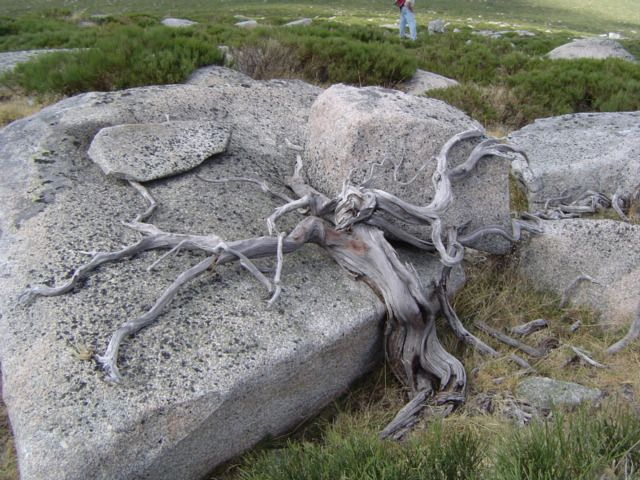
Enebro rastrero quemado

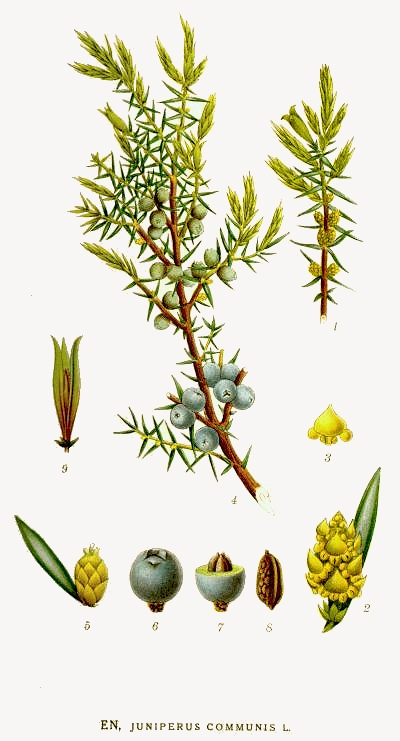
Ilustración

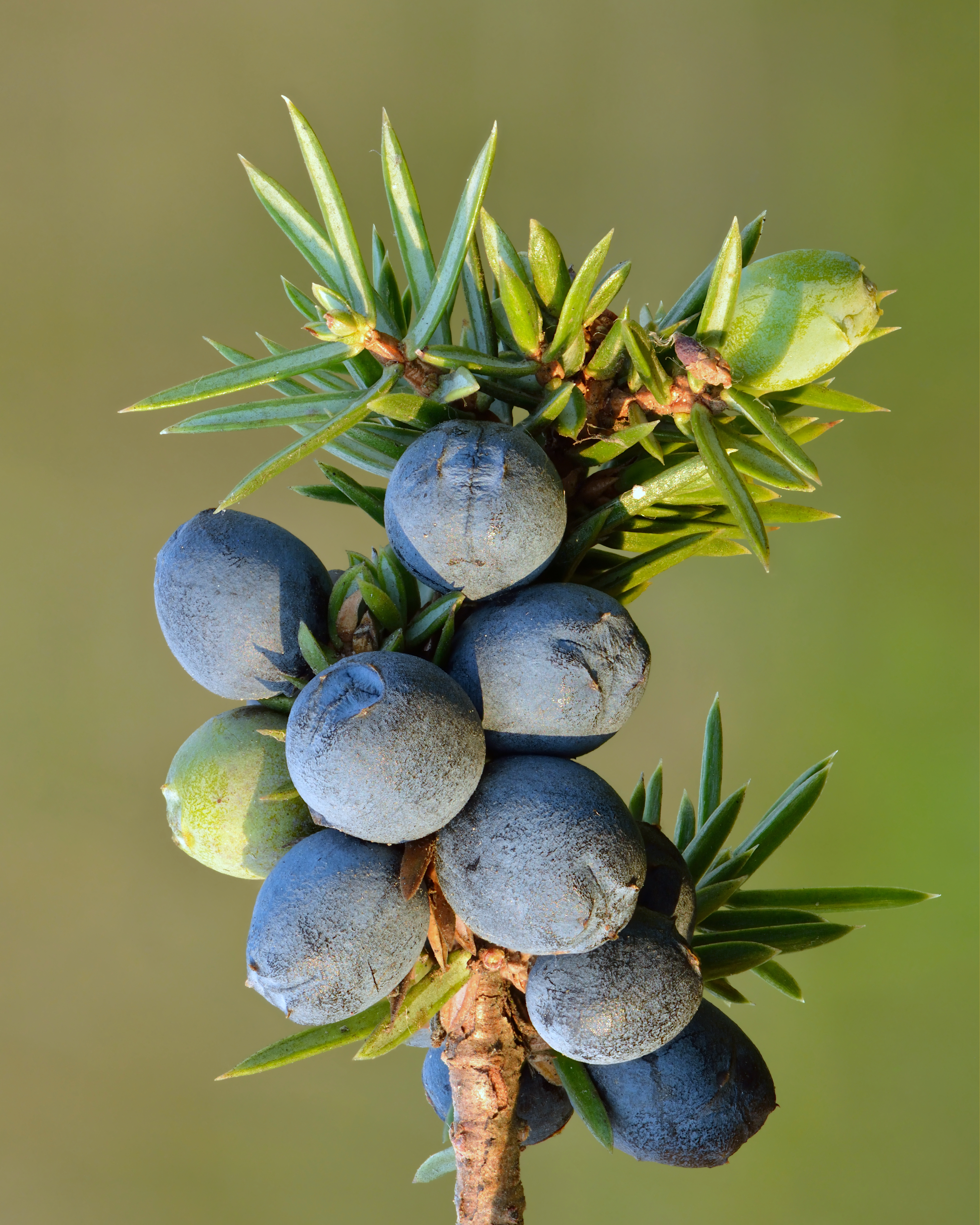
Frutos

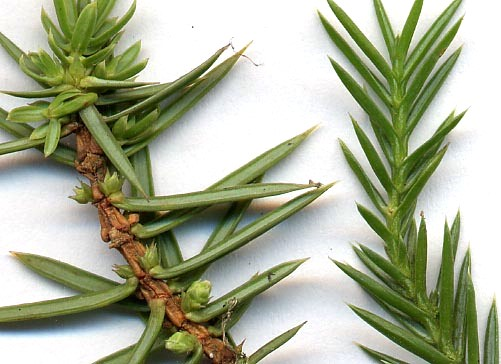
Hojas

## Descripción
Juniperus communis es un arbusto de 1 o 2 metros de altura de lento desarrollo que, creciendo en condiciones óptimas, forma un arbolito de dimensiones algo mayores (ocasionalmente puede llegar a los 10 metros).
Sus hojas, con forma de aguja grande y reunidas en espirales de tres son de color verde y presentan una única banda estomatal blanca en la cara exterior. Acabadas en ápice puntiagudo de cierta dureza.
 
Es un arbusto dioico, por lo que las plantas se separan en miembros femeninos y masculinos. Las estructuras reproductoras (mal llamadas flores) aparecen en primavera y las femeninas fructifican en otoño. Los  gálbulos, conos de forma esférica de entre 4 a 12 mm de diámetro, de color verde grisáceo que al madurar, al cabo de 18 meses, pasan al negro purpúreo con una pátina cerosa de color azulado. Normalmente tienen 3 (en ocasiones 6) escamas carnosas fusionadas y en cada escama una única semilla, éstas son dispersadas por los pájaros al ingerirlas. Los gálbulos masculinos son amarillos, de 2-3 mm de largo y caen tan pronto liberan el polen.
Longevidad
Estudios dendrocronológicos realizados sobre arbustos de la tundra han encontrado algunos ejemplares especialmente antiguos, que llegarían a ser algunos de los árboles (o arbustos) más viejos jamás registrados en Europa. Concretamente, se ha reportado un individuo de 1647 años en Finlandia (Laponia) dentro del Círculo polar ártico.

## Usos
Es frecuentemente utilizado en horticultura como ornamental, ya que es demasiado pequeño para tener uso como maderero. Sin embargo, en Escandinavia la madera de junípero se utiliza en la fabricación de cajas para productos lácteos, como la mantequilla, el queso y también para hacer mangos de cuchillos. 
Sus astringentes conos, comúnmente llamados enebrinas, son demasiado amargos para consumirlos crudos, por lo que se venden secos para condimentar carnes, salsas y rellenos. Se suelen cascar antes de utilizarlos para liberar el aroma. El abuso de enebro puede causar problemas renales; por lo tanto, no se recomienda su consumo durante el embarazo.[cita requerida]
Los frutos también se utilizan para aromatizar la ginebra, bebida a la que le da su nombre, en cuya composición se encuentran los gálbulos de junípero, entre otras plantas.
En los Alpes tradicionalmente también se utilizan para preparar el estre de genièvre o extrait de genièvre (extracto de ginebra); en cuya preparación, las semillas se hierven en agua y luego se presionan con una prensa potente, y luego se reduce el jugo (concentración hirviendo lentamente sin que se pegue) hasta obtener una pasta negra de consistencia de miel líquida para su consumo. 
Otro uso es la obtención de aceite esencial a partir de sus semillas.

## Taxonomía
Juniperus communis fue descrita por Carlos Linneo y publicado en Species Plantarum 2: 1040. 1753.
Citología
Número de cromosomas de Juniperus communis (Fam. Cupressaceae) y táxones infraespecíficos:  2n=22
Etimología
Juniperus: nombre genérico que procede del latín iuniperus, que es el nombre del enebro.
communis: epíteto latíno que significa »común, vulgar»
Subespecies y variedades
Dada su amplia distribución existen diferentes subespecies y variedades:
- Juniperus communis communis - Normalmente arbusto erguido o pequeño árbol, con hojas de entre 8 a 20 mm de largo. Habita en bajas o medias altitudes en climas templados. Es el enebro en sentido estricto.
  - Juniperus communis communis var. communis - Habita en Europa y la mayor parte de Asia septentrional.
  - Juniperus communis communis var. depressa - Norteamérica.
  -  Juniperus communis communis var. hemisphaerica (J.Presl & C.Presl) Parl. – Montañas mediterráneas
  - Juniperus communis communis var. nipponica - Japón.
- Juniperus communis alpina - Enebro enano. Normalmente es un arbusto postrado, con hojas de entre 3 a 8 mm de largo. Habita las zonas subárticas y alpinas a grandes altitudes de las regiones frías.
  - Juniperus communis alpina var. alpina - Habita Groenlandia, Europa y Asia.
  - Juniperus communis alpina var. megistocarpa - Habita el este de Canadá (difícilmente distinguible de la var. alpina)
  - Juniperus communis alpina var. jackii - Habita el oeste de Norteamérica.
  - Juniperus communis nana - El enebro rastrero  (Juniperus communis subsp. nana Syme = Juniperus nana Willd., nom. illeg.; Juniperus communis subsp. alpina (Suter) Čelak., nom. illeg) llamado también jabino, jabina, sabina o zaina en Segovia, Ávila, y Soria y nebrina en León,[7] es un arbusto achaparrado, de tallos tendidos, de 10-60 cm de altura con hojas cortas, bruscamente estrechadas en la punta, muy densas y curvadas hacia el ápice, que forma parte, junto con los piornos serranos, de los matorrales pulvinulares que aparecen en las altas montañas por encima del nivel de los árboles. Es frecuente en las montañas silíceas del centro y norte de la península ibérica, casi siempre por encima de los 1700 m y hasta los 3000 m en situaciones favorables. Aparece también en Sierra Nevada, Andalucía. Por debajo de esa altura aparece en el norte, en bosques degradados por el pastoreo excesivo, caso del Valle del Rudrón (Burgos). Florece en el verano.[8]

Sinonimia
- Juniperus albanica Pénzes
- Juniperus argaea Balansa ex Parl.
- Juniperus borealis Salisb.
- Juniperus caucasica Fisch. ex Gordon
- Juniperus compressa Carrière
- Juniperus cracovia K.Koch
- Juniperus dealbata Loudon
- Juniperus depressa Stevels
- Juniperus difformis Gilib.
- Juniperus echinoformis Rinz ex Bolse
- Juniperus elliptica K.Koch
- Juniperus fastigiata Knight
- Juniperus hemisphaerica C.Presl
- Juniperus hibernica Lodd. ex Loudon
- Juniperus hispanica Booth ex Endl.
- Juniperus interrupta H.L.Wendl. ex Endl.
- Juniperus kanitzii Csató
- Juniperus microphylla Antoine
- Juniperus niemannii E.L.Wolf
- Juniperus oblonga-pendula (Loudon) Van Geert ex K.Koch
- Juniperus oblongopendula Loudon ex Beissn.
- Juniperus occidentalis Carrière
- Juniperus oxycedrus subsp. hemisphaerica (J.Presl & C.Presl) E.Schmid
- Juniperus reflexa Gordon
- Juniperus saxatilis Lindl. & Gordon
- Juniperus suecica Mill.
- Juniperus taurica Lindl. & Gordon
- Juniperus uralensis Beissn.
- Juniperus vulgaris Bubani
- Juniperus withmanniana Carrière
- Sabina dealbata (Loudon) Antoine
- Thuiaecarpus juniperinus Trautv.[9][10]

## Nombres comunes
- Castellano: ajarje, anavio, arándano de nebrera, azotacristo, cimbro, ciprés, enebro, enebro achaparrado, enebro común, enebro de cuervos, enebro de las montañas de León, enebro de peñas, enebro enano, enebro postrado, enebro rastrero, gorbicio, gorbizo, gorbizu, gurbiezo, gurbizu, jabino, neblera, nebrera, noblera, nobrera, nublera, olmo, pino, sabina, sabina morisca, sabina rastrera, sabino, sestia.(el número entre paréntesis indica las especies que tienen el mismo nombre en España)[11]
- enebro común, enebro real.[12]

## En la cultura popular
La denominación del árbol en francés, genévrier fue la que dio lugar al nombre más conocido internacionalmente de la ginebra, «gin», a través de un apócope de la palabra francesa, pero pronunciada a la inglesa. Hay que tener en cuenta que, si bien el enebro se llama genévrier en francés, en inglés el término equivalente es juniper, cuyo apócope en ningún modo sonaría «gin».
Sin embargo, el nombre de la famosa reina Ginebra (Guenièvre, en francés) de la literatura artúrica, no tiene nada que ver en origen con el nombre del enebro, a pesar de la similitud con el término genévrier (enebro) o genièvre (antigua bebida de origen belga o tal vez neerlandés, muy diferente a la ginebra, aunque también incluye en su fórmula gálbulos de enebro); lo que sí que ha habido, sobre todo en la versión española del nombre, es un fenómeno (bastante común en lingüística) de «etimología popular», es decir, ha habido una deformación del nombre del personaje por obra de esa misma similitud fonética con el nombre francés de la planta.
Los gálbulos de enebro han sido utilizados como medicina popular en muchas culturas debido a la falsa atribución de distintas propiedades. Se creía que, si se consumen, actuarían como un fuerte desinfectante de las vías urinarias. Fueron utilizadas por los indios navajos como un remedio herbal para la diabetes. Hoy en día, las tribus americanas occidentales combinan los gálbulos de Juniperus communis con la corteza de la raíz de Berberis en un té de hierbas. Los nativos americanos también utilizaron los gálbulos de enebro como un supuesto anticonceptivo femenino.